# Bersuit Vergarabat
Bersuit Vergarabat, conocidos como La Bersuit, es un grupo de rock argentino, originario del barrio de Barracas, ubicado en el sur de la Ciudad de Buenos Aires, formado en 1988. Se hicieron notables a finales de los años noventa por combinar este género musical con ritmos latinos —como la cumbia, el tango, la murga, el reggae, el folklore y el candombe— y letras cargadas de críticas hacia el sistema político y la sociedad.
Desde su primer trabajo discográfico, la obra de Bersuit Vergarabat se caracterizó por contener mensajes en contra del menemismo y críticas hacia políticos como Carlos Menem, Domingo Cavallo, Eduardo Duhalde, Carlos Ruckauf, entre otros. Las letras de sus canciones fueron censuradas y, en otros casos, los canales de televisión que transmitían sus videoclips fueron demandados y tuvieron que pagar multas por los ataques que sufrían ciertos políticos, como también por las críticas a la sociedad argentina de los años 90.
Pese a la censura no decayó la popularidad de la banda, que comenzó a gozar de masividad y se convirtieron en uno de los grupos más importantes del rock argentino y uno de los principales de Latinoamérica.
Pasó por diversas formaciones y su alineación más famosa estuvo constituida por: Gustavo Cordera (voz), Juan Subirá (teclados, acordeón y voz), Carlos Martín (batería y percusión), Oscar Righi (guitarra eléctrica), Pepe Céspedes (bajo y voz), Daniel Suárez (voz y coros), Alberto Verenzuela (guitarra) y Germán "Cóndor" Sbarbati (voz, coros y charango).
Una de las características de la banda es su forma de vestir en sus conciertos, al disfrazarse con pijamas, lo que en sí es un homenaje a los internos de la residencia psiquiátrica del Hospital Municipal José Tiburcio Borda de Buenos Aires y una respuesta contraria al atuendo de cuero, que usan los grupos normalmente vinculados con el hard rock y heavy metal. Se le atribuye una leyenda urbana, en la que se dice que Cordera pasó algún tiempo en esa institución, pero este hecho no es verídico. La banda ha demostrado una afinidad por todo lo relacionado con la locura y la marginación.
Además de encontrar el éxito en Buenos Aires y luego en todo el país, Bersuit Vergarabat ha atraído a aficionados de muchos países de América Latina, así como España, Estados Unidos, Reino Unido, Alemania, Japón, entre otros. El éxito de la banda más allá de América Latina depende en gran medida de su capacidad de reinventarse constantemente.
La banda entró en un receso durante el 2009, con la idea de que cada músico se dedicara a diferentes proyectos personales. Tras desavenencias entre su vocalista y los demás integrantes, debido a que el primero prefirió seguir con su carrera como solista, en el año 2011 la agrupación volvería a los escenarios sin Gustavo Cordera. En 2016, Oscar Righi abandonó la formación.
Algunas de sus canciones más difundidas son «El tiempo no para» (versión de Cazuza), «Espíritu de esta selva», «Yo tomo», «Se viene», «Sr. Cobranza» (versión de Las Manos de Filippi), «La argentinidad al palo», «La bolsa», «Negra murguera», «La soledad», «Mi caramelo», «Sencillamente», «Un pacto», «Esperando el impacto», «Murguita del sur», entre otras.

## Historia

### Comienzos

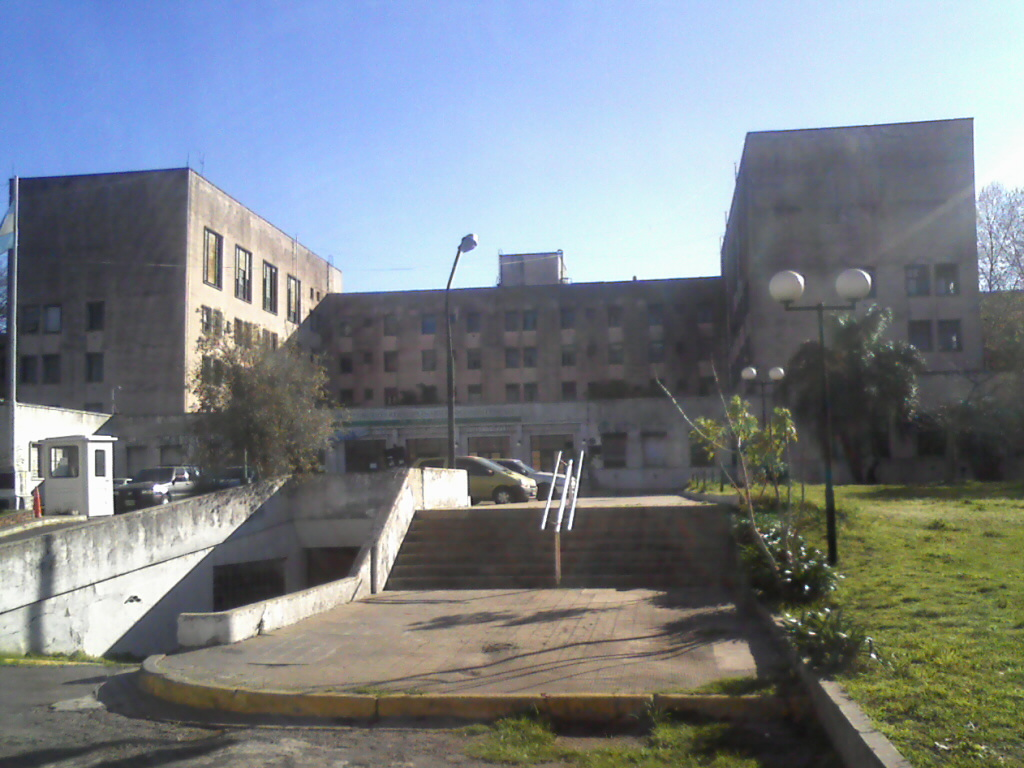
Hospital Borda, nosocomio que sirvió de influencia de la banda, por su afición con la locura y la marginación.

La historia de la banda se remonta a fines de los años ochenta, cuando Juan Subirá, Pepe Céspedes, Carlos E. Martín y Alberto Verenzuela, quienes eran amigos de la infancia y fueron al mismo colegio en el barrio de Barracas (al sur de la Ciudad de Buenos Aires), comenzaron a aprender a tocar instrumentos en su adolescencia y al mismo tiempo formaron la agrupación «Los Prehistóricos», nombre que según ellos, era porque su música era «prehistórica». En 1987, ya con cierta experiencia musical en su haber, comenzaron a ensayar en La Casa de las Artes de la Vieja Avellaneda, un lugar donde se reunían artistas de diferentes ámbitos.
Allí, Subirá y Céspedes conocieron a un joven recién llegado de Avellaneda llamado Gustavo Cordera, quien tras un viaje por Brasil, había abandonado súbitamente sus estudios universitarios, se había rapado la cabeza y había vendido su propia agencia de autos para dedicarse a la música.
En 1988, la banda estaba conformada por Gustavo Cordera (voz), Charly Bianco (guitarra), Miguel Jara (bajo y coros), Pepe Céspedes (bajo), Juan Subirá (teclados) y Carlos Enrique Martín (batería). La banda hasta ese momento no tenía un nombre fijo, por lo cual sus presentaciones lo hacían bajo el nombre de «Henry y La Palangana». El primer nombre provenía de un apodo que solían decirle a Cordera en su barrio, mientras que la banda se hacía llamar La Palangana. En ese momento, comenzaron a recorrer el circuito underground porteño, tocando en reconocidos pubs como Babylonia, Cemento y fiestas del Condon Clú, entre otros lugares importantes de la escena roquera. Por esa misma época comenzarían a usar pijamas como identidad, en forma de homenaje a los pacientes del Hospital Borda. En agosto de 1988 participaron en un concurso de ATC.
En el año 1989, grabaron un demo que contenía seis canciones, entre ellas: «Hociquito de ratón», «La Logia (Iambo Iombo)» y «Masturbación en masa»; de las cuales las dos primeras serían editadas en el primer disco del grupo, y la tercera es aun inédita en álbumes oficiales.

#### Origen del nombre

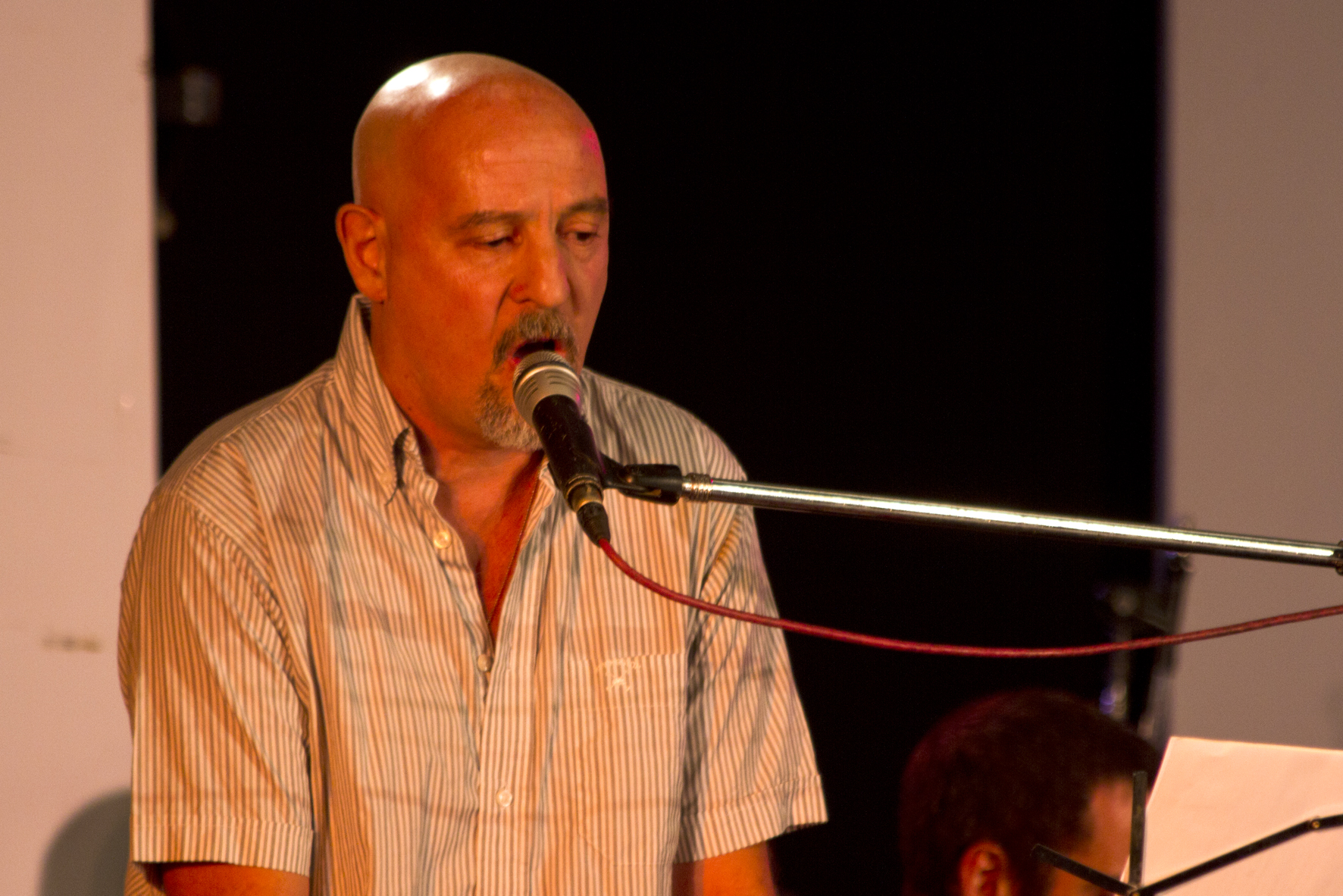
Juan Subirá, tecladista y miembro fundador de la banda.

A fines de ese mismo año, la banda cambiaría su nombre de forma constante y aparecieron nombre alternativos que eran palabras inventadas sin sentido alguno, debido al uso de léxicos y a una filosofía del lenguaje carente de sentido. Entre los nombres se encontraban: «Ernios de arcabio», «Aparrata Vergi», «Lambo Lombo» y «Seria Soneub» (esta última es «Buenos Aires» escrito al revés). Finalmente se decidieron por «Bersuit Vergarabat Van de Ir», quedándose luego solo con «Bersuit Vergarabat», su nombre más emblemático:

Fue en mi casa. Una noche, con Rubén (Sadrinas), Carlitos (Martín) y creo que Charly (Bianco), empezamos a jugar con las palabras. Yo venía haciendo eso desde la adolescencia, les ponía nombres incomprensibles a la escoba, al armario, al televisor... Cada nombre tenía un sonido, era como un nuevo vocabulario, aunque nunca los escribí. Esa noche empezamos a jugar con imágenes acústicas y palabras sin contenido y la que mejor nos sonó fue «Bersuit Vergarabat van de Ir». Era como un insulto.
 Gustavo Cordera.

También dirían en una entrevista, el porqué de esta práctica de usar palabras sin sentido alguno:

Como las palabras suelen desgastarse, perder su significado, nos pusimos un nombre que directamente no quisiera decir nada.
Gustavo Cordera en 1999. 

La canción «La logía (Iambo Iombo)», editada en el primer disco de la agrupación, explica directamente una nueva forma de emprender un vocabulario universal utilizando palabras inconexas y sin sentido.

### 1990-1996: Primera etapa: Establecimiento e Inactividad

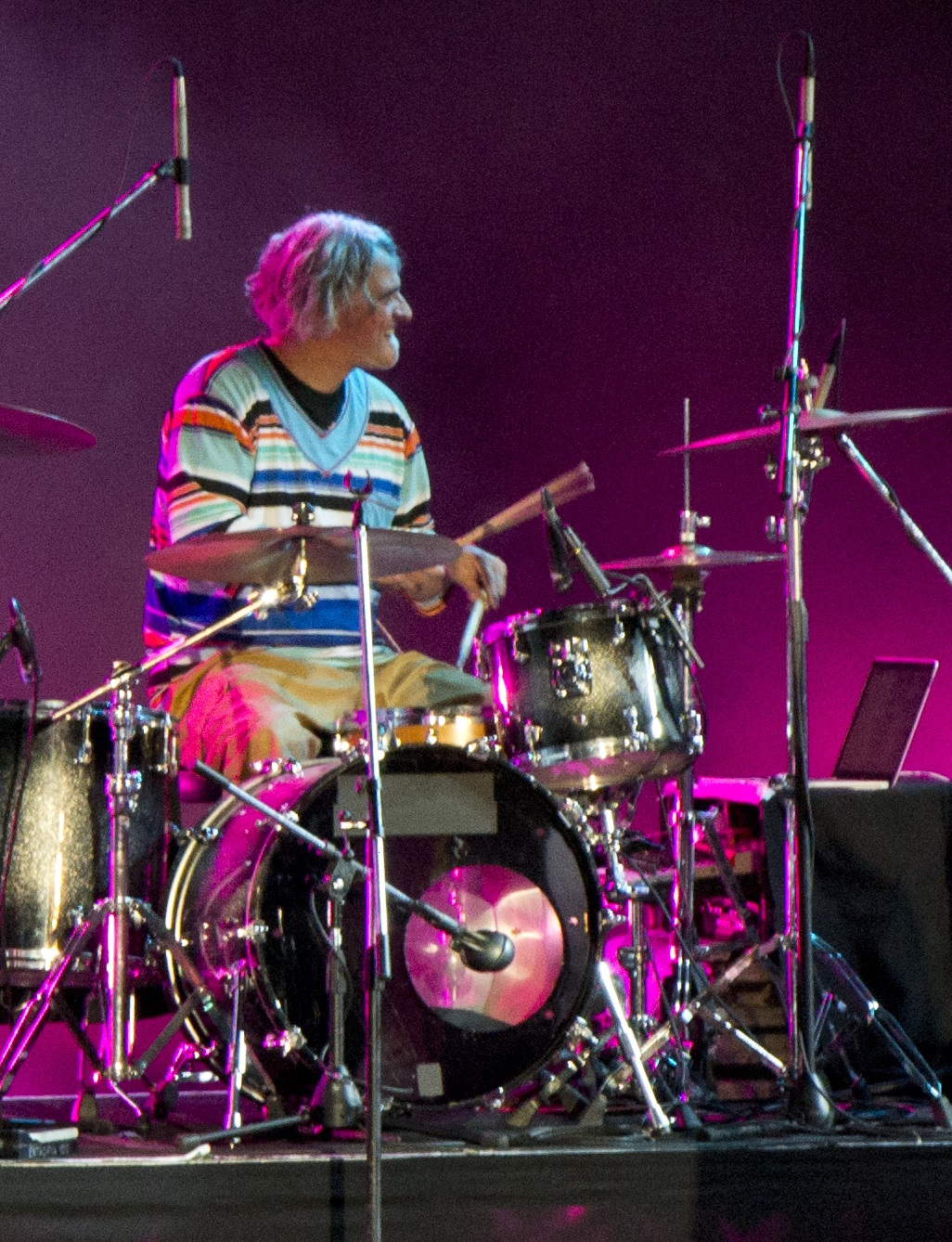
Carlos Enrique Martín. Baterista de la banda desde 1989.

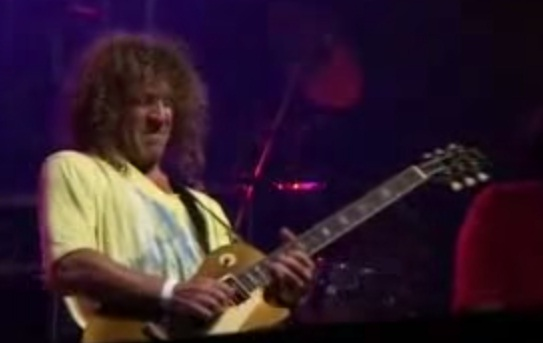
Oscar Righi. Guitarrista de la banda desde 1990 hasta 2016.

En el año 1990, ingresa al emergente grupo Rubén Sadrinas, un cantante de ópera, conocido de la banda, que solía realizar coros pero ingresó formalmente y quien había participando brevemente en Patricio Rey y sus Redonditos de Ricota; Raúl Pagano en teclados, Marcela Chediak en percusión y Oscar Righi, conocido amigo de la banda, que ingresó como guitarrista secundario.
Con esta formación grabaron su primer álbum llamado Y punto. Este disco contiene una versión de «O Tempo Não Pára» (El tiempo no para); una canción del músico brasileño Cazuza (1958 - 1990), que Cordera escuchó durante un viaje a Brasil. Además contenía el tema «Hociquito de ratón», que la banda había compuesto al comienzo de su carrera. Realizaron presentaciones por Buenos Aires y tocaron en Cemento, interpretando las canciones de su primer trabajo y algunos temas inéditos, junto a Daniel Araoz, Humberto Tortonese, Batato Barea, Miguel Zavaleta entre otros invitados. El 26 de diciembre de ese mismo año, hicieron su primer Obras Sanitarias, para presentar su disco y algunos otros temas inéditos. Este recital no tuvo el resultado esperado y la banda tardaria mucho tiempo en revertir este hecho.
En el año 1993, editaron su segundo álbum, titulado Asquerosa alegría. Tras el lanzamiento del disco, se alejaron de la banda Marcela Chediak, Raúl Pagano y Charly Bianco. En reemplazo de este último, ingresó el guitarrista de origen venezolano, llamado Alberto Verenzuela, también viejo amigo de la banda. Entre los éxitos de este disco, se destacan: «Los Elefantitos», «Tu pastilla fue», «Fuera de acá», «Clara», «Decile a tu mamá» y «Ausencia de estribillo». Un año más tarde, la agrupación se presentaría en el "Viejo Correo" y quedaría registrado en video. En este concierto, los miembros de la banda no se encontraban en sus mejores momentos, debidos a su inesperado éxito y a las adicciones de Cordera y Sadrinas, sus dos vocalistas.
Ya a mediados de los 90, la banda entró en un período de inactividad, por lo que Cordera comenzó consumir drogas, llegó a vivir en una ferretería abandonada, de pedir prestado a sus amigos, vender sándwiches en la calle e incluso en un estado de desesperación, llegó a robar en supermercados, practicando lo que popularmente se conoce en Argentina como «mechero».
También trabajó en ese periodo, vendiendo planes de ahorro, para una empresa cuyos dueños resultaron ser unos estafadores, por lo que lo acusaron de ser partícipe de estos hechos, que años más tarde se comprobaría su inocencia. Sadrinas, por su parte, dejó de ensayar, debido al desgaste constante de su rendimiento físico y su voz, comenzó a deteriorarse, debido en gran parte a sus excesos. Los miembros restantes se dedicarían a actividades no relacionadas directamente a lo musical: Subirá escribía poemas y libros, Martin hacia marcos para cuadros, etc. Aunque sí, Céspedes, Verenzuela, Righi, seguián tocando de forma esporádica, pero también lidiaban con sus adicciones.
En 1996, durante una ausencia de tres años y el rumor de una posible separación que desmienten, aunque debido al descontrol y al individualismo de sus integrantes, trabajaron en su tercer disco, bautizado en un principio La historia de Don Leopardo Vir Thomsio, aunque el nombre definitivo sería Don Leopardo. El álbum fue producido por Pichón Dalpont y con el lanzamiento de este álbum, "Bersuit" comenzó a ganar más lugar dentro de la escena musical, incluyendo su participación en festivales multitudinarios, como el Festival Alternativo de Ferro, el cierre de Buenos Aires No Duerme en Parque Centenario, y el Festival de Las Madres en Ferro y de las Abuelas de Plaza de Mayo. Al año siguiente el grupo realizó 55 presentaciones por distintas ciudades del país como Rosario, Córdoba, Trelew, Puerto Madryn, Comodoro Rivadavia y la Costa Atlántica, entre otras. De este material, se destacan las canciones «Espíritu de esta selva» (que sería la primera canción del grupo en tener su primer videoclip); «Bolero militar», «Ojo Por Ojo», «La mujer perfecta», «Bolivian surf» y «Mi caramelo». Las primeras quince canciones, forman parte de una obra conceptual, acerca de un personaje imaginario llamado Don Leopardo Vir Thomsio y en su mayoría fueron compuestas en Mar del Plata en el verano de 1993.
A mediados de ese mismo año, tras desavenencias con Cordera, se alejaría de la banda, Rubén Sadrinas, por conflictos personales. Con su salida, sería el último miembro original de la primera formación de la banda.

### 1998-1999: Segunda etapa: Libertinaje y éxito masivo

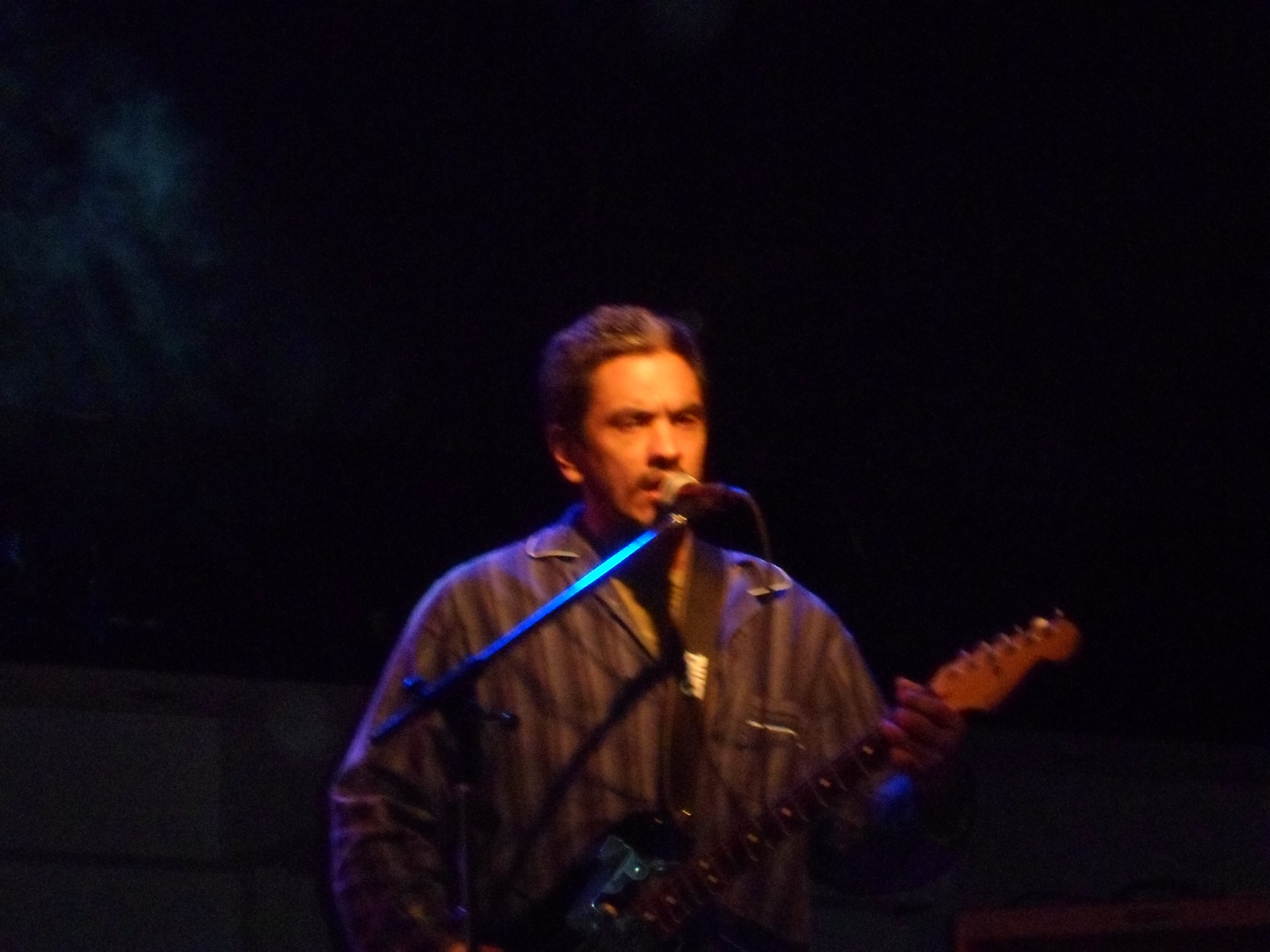
Alberto Verenzuela en 2012. Es el guitarrista de la banda desde 1994.

El álbum que hizo conocida a la banda a nivel nacional e internacional fue Libertinaje, doble platino en Argentina, lanzado en 1998 y producido por Gustavo Santaolalla. Tras la partida de Sadrinas en 1997, ingresan Daniel Suárez y Germán Sbarbati; estos dos últimos, habían integrado una banda llamada Resortes Antagónicos, grupo que editó dos trabajos discográficos y poco tiempo después Héctor «Limón» García, líder y vocalista de Vía Varela, ingresaría a realizar los coros. Iniciaron una gira de presentación en toda Latinoamérica, España y Estados Unidos.
En 1999, integraron el "Watcha Tour", un circuito de bandas hispanas en Estados Unidos e hicieron tres giras exitosas por España (incluyendo una participación en el Festimad), pasaron cuatro veces en un año por México, tocaron en Chile, Venezuela, Colombia, Costa Rica, Uruguay, Bolivia, Perú, Nicaragua, Ecuador y Puerto Rico. Cerraron el año 1999, con un recital masivo ante 50 000 personas al aire libre en Buenos Aires, frente al Obelisco. El disco incluye la canción «Sr. Cobranza», originalmente de Las Manos de Filippi, una canción de protesta hacia el Estado, que causó controversia y fueron censurados por el COMFER, por su lenguaje soez y explícito, debido en parte a los ataques de políticos que contenía la letra. Pese a este hecho, la canción al mismo tiempo de generar escándalo, logró que la banda alcanzara gran popularidad. En ese mismo año, participaron del disco Tributo a Sandro, un disco de rock con una versión de la canción «Una muchacha y una guitarra». En ese mismo año, se alejaría "Limón" García.

#### Conflicto con Las Manos de Filippi

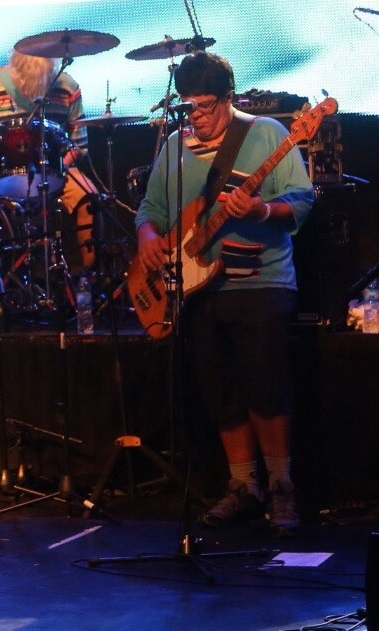
Pepe Céspedes, bajista de la banda desde 1989.

La canción «Sr. Cobranza» era interpretada por Bersuit Vergarabat en sus shows, en ocasiones junto a Las Manos de Filippi, autores de la canción. Luego de firmar el contrato con Universal Music, Bersuit graba Libertinaje, incluyendo esta canción en el listado de canciones con la letra modificada. Son fabricadas veinte mil copias del disco, que no podían ser comercializadas por ser «Sr. Cobranza» una canción inédita, requiriendo autorización de los autores para poder publicar el disco.
Universal firma entonces un contrato con Las Manos de Filippi para editarles el disco Arriba las manos, esto es el Estado a cambio de los derechos de las once canciones que contenía el álbum, entre las que se encontraba «Sr. Cobranza». La compañía no cumplió con su parte del trato, lo que motivó el malestar de la banda con la compañía discográfica y con Bersuit Vergarabat.
El vocalista de Las Manos de Filippi diría sobre este hecho:

Nos cagaron de todos lados: Sadaic, el sello Universal, la Bersuit. Gustavo Cordera nos hizo la entrada a Universal por interés, porque teníamos que firmar un papel para autorizarlos a que grabaran «Sr. Cobranza». Resultó flor de garca [argentinismo de "estafador"] el Pelado.
Hernán de Vega.

Tanto Bersuit Vergarabat como su productor, Gustavo Santaolalla y el empresario Daniel Grinbank, fueron ridiculizados en el arte del siguiente disco de Las Manos de Filippi Las Manos Santas van a misa (2000).

### 2000-2004: Hijos del culo y De la Cabeza
En el año 2000, editaron Hijos del Culo, con el que nuevamente alcanzaron el doble platino, y el grupo continuó creciendo en convocatoria. Este disco contiene canciones como el himno futbolero «Toco y me voy», un cuarteto como «La bolsa», un candombe «Negra murguera» (en la que participaron en la grabación, la murga uruguaya Falta y Resto) y una canción de cumbia, «El viejo de arriba». Durante la grabación de dicho disco, Subirá fue baleado por un hombre que vivía en el departamento que quedaba arriba del suyo (denominado "La Mesón de Joan") donde se llevaban a cabo fiestas todos los días de la semana. El incidente inspiró en dos canciones: la primera es «El viejo de arriba», donde cuenta sobre las fiestas y los disparos y la segunda es «Canción de Juan»; donde se habla de la parte en que Juan es llevado al hospital con un disparo en la rodilla. 
Este material fue presentado en el Estadio Obras, hacia junio de 2001 y posteriormente, varias de las canciones de ese material, serían publicadas en un álbum en vivo.
En 2002, la banda cumplía 10 años desde su primer disco publicado, por lo que a mediados del 2002 editaron De la cabeza con Bersuit Vergarabat, grabado en vivo en el Estadio Obras Sanitarias y en Show Center de Haedo. «Un pacto» y «Perro amor explota», fueron los únicos temas nuevos del disco. Con este trabajo comenzaron la "Gira De la Cabeza con Bersuit" con la que recorrieron el país, además de presentarse en Latinoamérica, España y Estados Unidos y de hacer una serie de recitales en el estadio Luna Park de Buenos Aires. El disco alcanzó el triple platino por las más de 150 mil copias vendidas. Los dos shows en los que fue grabado el álbum fueron filmados y editados en un DVD con el mismo nombre en 2004, con el que consiguieron el galardón de DVD de platino.

### 2004-2007: Consagración definitiva y giras mundiales

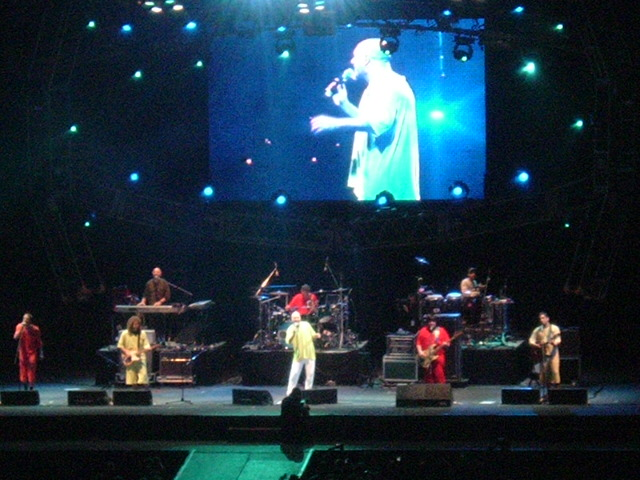
Bersuit Vergarabat en 2004.

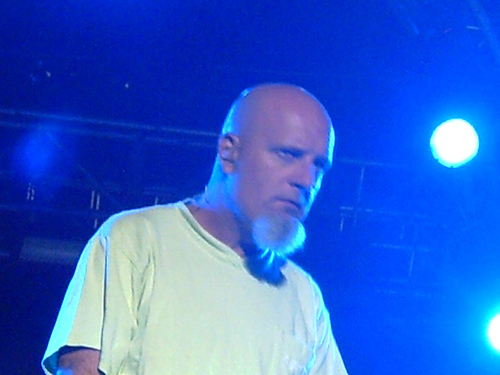
Gustavo Cordera.

En el mes de marzo de 2004 lanzaron La argentinidad al palo, un disco doble que salió a la calle en dos etapas: La Argentinidad al Palo (Se es) y, un mes después, La Argentinidad al palo (Lo que se es). La canción homónima fue un éxito y su videoclip, fue dirigido por el periodista Jorge Lanata. Esta placa recibió el galardón de séxtuple platino y fueron reconocidos por los medios de comunicación como la mejor banda de 2004.
En este material las canciones «La soledad», «Porno Star», «El viento trae una copla», «Otra Sudestada» y «La argentinidad al palo» son los temas más exitosos.
A continuación, Bersuit dio más de 100 recitales nacionales e internacionales durante todo 2004. El cierre del año fue en un multitudinario show en Mendoza, del que se registraron las imágenes y el audio para la edición de un DVD.
Después del vigoroso año, la Bersuit es invitada a la apertura del Foro Social Mundial en Porto Alegre, Brasil. Allí compartió escenario con figuras como Gilberto Gil y Manu Chao, entre otros, participando así en un gigantesco espectáculo en el escenario Puerto del Sol.
En el año 2005, recibieron el Premio Carlos Gardel de Oro y editaron Testosterona, grabado entre abril y mayo en los estudios Del Cielito. El disco incluye colaboraciones de Andrés Calamaro, La Mona Jiménez y el Sindicato Argentino del Hip Hop. El 11 de agosto presentaron el disco en el mini estadio del Club Atenas de La Plata. También en el 2005 la banda acompañó a Andrés Calamaro en una serie de conciertos en el Luna Park. De esos conciertos queda registrado un disco en vivo, El regreso. Luego viajaron a España y realizaron tres conciertos, cerrando en el Palacio de los Deportes en Madrid. De ese concierto editaron un disco, Made in Spain, junto con un DVD que registró un concierto en Obras Sanitarias en el que participaron Litto Nebbia y Vicentico.
Durante el año 2006, la banda realizó una gira por Italia en la grilla junto con Negrita, un grupo italiano con el que luego hicieron una gira por España. El disco Lados BV, publicado en 2006, contiene temas previamente inéditos y rarezas.

### 2007-2009: "?"
El 12 de mayo de 2007, Bersuit realizó un concierto en el Estadio de River Plate, con una convocatoria de 70.000 personas, en el que presentaron la nueva canción «De ahí soy yo».
En noviembre del 2007, editaron un nuevo disco de estudio, titulado simplemente ?, incluyendo la canción «De ahí soy yo», una fuerte crítica hacia la construcción de papeleras en el Río de la Plata y a la contaminación ambiental. El disco alcanzó rápidamente el doble platino. Durante 2008 volvieron a presentarse en el Estadio de River Plate, en el marco del festival Quilmes Rock, en el que cerraron la noche ante 60 000 espectadores. Además, realizaron una gira que incluyó a España y varios países de América Latina. En la tapa del álbum el símbolo de interrogación ("?"); aparece formado por la cabeza y nuca de su cantante, Gustavo Cordera.
En el año 2009, anunciaron una serie de conciertos en el Estadio Luna Park, denominada Luna Llena en el Luna, en la que plantearon a partir del mes de abril tocar en las nueve noches de luna llena de ese mismo año. Sin embargo, solo se hicieron dos de los conciertos estipulados (el de abril y el de mayo), dados los compromisos de Cordera por su carrera solista.

### 2009-2010: Separación y proyectos paralelos
En junio de 2009 la banda decidió separarse por tres años, según lo aseguraron sus integrantes, debido a que el cantante Gustavo Cordera había iniciado un proyecto solista.

"Podemos no volver, porque de repente este camino (solista) nos encanta. Y es como la pareja, cuando vivís otras situaciones y te gusta, no volvés"
Gustavo Cordera en "El País" de Uruguay.

Pese a compromisos pactados que la banda tenía hasta diciembre, todo fue cancelado.
Durante los siguientes dos años, Cordera lanzó los álbumes Suelto (2009) y forma su proyecto La Caravana Mágica, con el que edita el disco En la Caravana Mágica (2010). Daniel Suárez, Pepe Céspedes, Germán Sbarbati y Oscar Righi, conformaron una banda llamada De Bueyes, que editó un álbum llamado Más que una yunta en 2009. Por su parte, Juan Subirá también inició una carrera solista en 2008, con su disco Fisura expuesta, que mezcla tango y rock. Por su parte, los proyectos de Alberto Verenzuela (La Demanda) y de Carlos Martín (Música Viva y Carlitos en Banda), no editaron discos durante ese período.

### 2011-presente: Retorno de Bersuit sin Gustavo Cordera
En 2011, la banda volvió a tocar, aunque ya sin Gustavo Cordera, haciendo una gira por España, Londres y una pequeña gira por México (presentándose en Guadalajara y en la Ciudad de México), en la que tocaron sus más grandes éxitos. Además, se presentaron el 22 de mayo en el festival Quilmes Rock, con cantantes invitados y el 20 de noviembre en la conmemoración por los 10 años del cierre de la exfábrica Zanón, junto a Arbolito, Oye Primate y Manu Chao. También asistieron a diversos festivales solidarios y recitales gratuitos.
El 29 de febrero de 2012, lanzaron La Revuelta, producido por Cachorro López, cuyo primer corte fue «Cambiar el alma» y se destacaron los éxitos: «Así es», «Dios te salve», «No te olvides del ayer», cuyo video es protagonizado por Romina Gaetani, (novia de Righi). De este material se encuentra una canción de estilo ranchera, titulada «Afónico», dedicada a Cordera, tras su alejamiento. En ella hablan de su nueva etapa, su despedida y esta terminan con un "¡La puta que te parió!". Los miembros de la banda, argumentaron que fue dedicada "con amor" al exvocalista. Por su parte, Cordera dijo sentirse un poco de "vergüenza y mucha pena por ellos".
En los días 4, 11 y 17 de mayo de 2013, realizaron tres conciertos temáticos con el objetivo de festejar los 25 años desde la formación de la banda. Estos recitales, presentados en el Teatro Vorterix, repasaron toda su discografía: en el primer día interpretaron los discos Y punto, Libertinaje y Testosterona; en el segundo, Don Leopardo, Hijos del culo y ?; y en el tercero Asquerosa Alegría, La argentinidad al palo y Lados BV. Además, tocaron canciones de La Revuelta y los temas sólo editados en De la cabeza. En este espectáculo contaría con las participaciones de exmiembros de la banda como Rubén Sadrinas, Charly Bianco y Héctor "Limón" García. En 2013, la banda colaboró con la agrupación española El Puchero del Hortelano, en la canción «Hay días».
El 11 de marzo de 2014, salió a la venta El baile interior, que comenzó a grabarse a fines de 2013 y cuyo corte de difusión fue «Cuatro vientos» (elegido como cortina musical para la telenovela Señores Papis). El 6 de septiembre se presentó oficialmente el disco en el estadio Luna Park, después de una gira no sólo en Argentina, sino también en países europeos como Alemania y España.
De esta placa, también sobresalen las canciones «Me voy», «Para bailar» y «Para Luis», esta última dedicada al músico Luis Alberto Spinetta. En junio de 2015, la banda ganó un Premios Gardel, por su disco El baile interior, en la categoría "Mejor álbum grupo de rock".
El 30 de enero de 2016, se anunció que Óscar Righi decidió alejarse de la banda, por motivos personales, además de comenzar un nuevo proyecto musical llamado "La Rayada". En ese mismo proyecto, una serie de declaraciones en contra de las mujeres, fueron consideradas como polémicas por parte de Cordera, lo que generó un fuerte rechazo en la opinión pública. La banda sacaría un comunicado repudiando los dichos del cantante y se desvincularon de este (a pesar de que Cordera no formaba parte desde 2009).
Una semana después del anuncio se publicó su decimotercer álbum, titulado La nube rosa. Este disco es el primero en la historia de la banda en el que Righi no está presente. Su corte de difusión fue la canción «Que hable de vos», de la cual se editó un videoclip a fines de 2015. En 2019, la banda sacó De la cabeza 2 mitad en estudio y mitad en vivo, en alusión al disco editado en 2002, titulado De la cabeza con Bersuit Vergarabat. 
En julio de 2020, sucedería dos acontecimientos que involucraban a dos exmiembros de la banda: el 3 de julio, el guitarrista Oscar Righi es denunciado por abuso sexual y psicológico por parte de su hija Lucila Righi, acusándolo de hacer lo mismo en otras mujeres. Raúl Pagano, ex tecladista de la primera formación de la banda, murió de hipotermia en la calle, debido a que vivía en la indigencia desde hacía años. El músico fue encontrado con un avanzado cuadro de hipotermia en un descampado y falleció horas más tarde en un hospital de la localidad de Pinamar.

## Identidad de la banda

### Estética
Se decía que los pijamas eran en homenaje a los pacientes del Hospital Borda, pero en una presentación que hicieron en el programa "Encuentro en el Estudio" se dio a conocer que vestían pijamas porque en el primer espectáculo en que se presentaron debían convencer al jurado también con la vestimenta y por eso todos optaron por llevar pijama ya que era algo que todos tenían y coincidían en cuanto a vestuario.

### Estilo e influencias
La mezcla de diversos estilos musicales como el tango, chamamé, cumbia, bolero, murga, candombe, zamba, reggae, chacarera, hard rock, flamenco, trova, calipso, ranchera, cuarteto, bossa nova, tropical, entre otros, los han clasificado como un grupo "inclasificable", más allá de considerarlos como de «fusión» o «alternativo». La influencia de la música de Brasil, de Uruguay y de Argentina y de Latinoamérica en su totalidad; han sido de gran inspiración para la agrupación. Entre los múltiples artistas que influyeron en la banda, cabe mencionar a: Cazuza, Luis Alberto Spinetta, Caetano Veloso, Leo Maslíah, Jaime Roos, Litto Nebbia, Los Gatos, Sandro, Mauricio Ubal, Alcides, La Mona Jiménez,  Charly García, Rubén Rada, Gustavo Santaolalla, etc.

## En otros medios
- La canción O vas a misa... formó parte de la banda sonora del videojuego de fútbol FIFA 07, aunque el estribillo fue modificado para censurar la frase "o vas a mi salamín".
- La canción "Toco y me voy" fue elegida para una publicidad del diario Clarín en contra de la violencia del fútbol, así como también en los avisos de la TV Pública, para los anuncios de Fútbol para todos en los primeros meses, entre otras canciones.
- La canción "Me duele festejar" del disco "Testosterona", se utilizó en la campaña de publicidad de verano de la fundación Once para España en 2007.
- La canción "Perro amor explota" fue utilizada para una campaña de publicidad japonesa de Adidas.[41]
- El tema "Perro amor explota" también aparece en la banda de sonido de la película Amores perros en 2003, si bien no aparece en el filme.
- La canción "Esperando el impacto" fue utilizada para la miniserie Hermanos y detectives.
- La canción "Ragalonga de Malandras" (de Bersuit, un disco inédito) fue usada como cortina para la serie de TV argentina "Malandras".
- La canción "Murguita del sur" es usada en numerosos cánticos de hinchadas de equipos de fútbol argentinos.
- La canción "Sr. Cobranza" fue censurada por el Comité Federal de Radiodifusión (COMFER) debido a los ataques verbales que sufrían políticos argentinos en la letra. Además esta canción logró entrar dentro del conteo de Las 100 grandiosas canciones de los 90s en español por la cadena de TV musical VH1 Latinoamérica, obteniendo el puesto 72. La canción aparece en la película Héroes y demonios durante la protesta y allanamiento en el Congreso de la Nación.
- La letra de la canción "Yo" del álbum Testosterona inspiró el nombre de la banda de rock venezolana Sin dirección.[42]
- La canción "Cuatro vientos" fue usada en la serie diaria Señores Papis del año 2014.

## Discografía
Desde que la banda inició su carrera en el año 1988, estos lanzaron un total de catorce proyectos musicales, entre ellos se encuentran once álbumes de estudio, un álbum en vivo, un álbum recopilatorio y un restante con dos partes: estudio y vivo.
| Año  | Título                              | Discográfica         | Grabación       |
| 1992 | Y punto                             | Radio Trípoli Discos | Estudio         |
| 1993 | Asquerosa alegría                   | DBN                  | Estudio         |
| 1996 | Don Leopardo                        | BMG                  | Estudio         |
| 1998 | Libertinaje                         | Universal            | Estudio         |
| 2000 | Hijos del culo                      | Universal            | Estudio         |
| 2002 | De la cabeza con Bersuit Vergarabat | Universal            | Vivo            |
| 2004 | La argentinidad al palo             | Universal            | Estudio         |
| 2005 | Testosterona                        | Universal            | Estudio         |
| 2006 | Lados BV                            | Universal            | Recoplicaciones |
| 2007 | ?                                   | Universal            | Estudio         |
| 2012 | La revuelta                         | Sony Music           | Estudio         |
| 2014 | El baile interior                   | Sony Music           | Estudio         |
| 2016 | La nube rosa                        | Sony Music           | Estudio         |
| 2019 | De la cabeza 2                      | Pirca Records        | Estudio y Vivo  |
| 2024 | Cocoliche Life                      | Pirca Records        | Estudio         |

## Filmografía
| Lanzamiento | Título       | Formato |
| 1994        | Viejo Correo | DVD     |
| 2002        | De la cabeza | DVD     |
| 2006        | Bersuit      | DVD     |
| 2006        | Que sea rock | DVD     |

## Integrantes

### Miembros actuales
- Juan Subirá - teclados y voz (1988-presente)
- Carlos E. Martín - batería (1988-presente)
- Pepe Céspedes - bajo (1988-presente)
- Alberto Verenzuela - guitarra y voz (1994-presente)
- Daniel Suárez - voz (1997-presente)
- Cóndor Sbarbati - voz (1997-presente)
- Manuel Uriona - percusión (2001-presente)
- Nano Campoliete - guitarra y coros (2011-presente)
- Juan Bruno - guitarra (2016-presente)

### Miembros anteriores
- Gustavo Cordera -  voz (1988-2009)
- Miguel Jara - bajo (1988-1989)
- Rubén Sadrinas - voz (1989-1996)
- Carlos «Charly» Bianco - guitarra (1990-1994)
- Oscar Righi - guitarra  (1990-2016)
- Marcela Chediak - percusión (1990-1993)
- Raúl Pagano - teclados (1990-1993)
- Limón García - voz (1996-1999)

## Premios y nominaciones
| Año  | Premio              | Categoría                                                                                     | Resultado |
| ---- | ------------------- | --------------------------------------------------------------------------------------------- | --------- |
| 2002 | MTV VMA 1999        | MTV Latin America                                                                             | Nominado  |
| 2002 | MTV VMALA 2002      | Mejor artista sudeste                                                                         | Nominado  |
| 2003 | MTV VMALA 2003      | Mejor artista de Argentina                                                                    | Ganador   |
| 2003 | Premios Gardel 2003 | Mejor Álbum Grupo de Rock De la cabeza                                                        | Nominado  |
| 2004 | MTV VMALA 2004      | Mejor artista rock - Mejor artista de Argentina                                               | Nominado  |
| 2005 | MTV VMALA 2005      | Mejor Artista Sudeste                                                                         | Nominado  |
| 2005 | Premios Gardel 2005 | Mejor Álbum Grupo Rock - Álbum del Año                                                        | Ganador   |
| 2005 | Premios Gardel 2005 | Canción del Año - Realización del Año - Mejor DVD - Mejor Videoclip - Mejor Diseño de Portada | Nominado  |
| 2005 | Premios Gardel 2005 | Gardel de Oro                                                                                 | Ganador   |
| 2006 | Premios MTV 2006    | Mejor artista rock                                                                            | Nominado  |
| 2006 | Premios Gardel 2006 | Mejor Diseño de Portada, Mejor Videoclip, Interpretación, Producción, Canción y Álbum del Año | Nominado  |
| 2007 | Premios MTV 2007    | Best Rock Artist                                                                              | Nominado  |
| 2007 | Premios Gardel 2007 | Mejor DVD                                                                                     | Nominado  |
| 2015 | Premios Gardel 2015 | Mejor Álbum Grupo de Rock                                                                     | Ganador   |